# 水曜ドラマ (日本テレビ)
『水曜ドラマ』（すいようドラマ）は、1985年10月から1988年9月、および1991年10月から2024年3月、および2025年4月から日本テレビ系列で毎週水曜 22:00 - 23:00（JST）に放送されている連続テレビドラマの放送枠。ステレオ放送、字幕放送、データ放送、連動データ放送、解説放送を実施している。
枠タイトルは、「Tears Wednesday」（『光とともに…〜自閉症児を抱えて〜』、『ラストプレゼント 娘と生きる最後の夏』）となっていた。

## 概要

### 作品のターゲット
『土曜ドラマ』枠がファミリー層をターゲットにしているのに対し、当枠では女性向けの作品をラインアップしており、20代 - 40代の女優が主演する作品が多い。2006年10月期の『14才の母』が最高視聴率20%超えを達成、続く2007年1月期の『ハケンの品格』では『続・星の金貨』以来、2000年代に入ってからは初めての平均視聴率20%超えを達成、最終回の視聴率も26%を記録するなど好成績を残した（ビデオリサーチ調べ、関東地区・世帯・リアルタイム、以下略）。その後も中でも2011年10月期の『家政婦のミタ』は最終回で連続ドラマ全体としては約11年ぶりとなる40%以上の高視聴率を記録している。
当枠で放送されたドラマは国外でのリメイク権付与といった海外展開も盛んで、これまで、『家政婦のミタ』や『Mother』が韓国で、『Mother』や『Woman』がトルコでリメイク版が制作されている。
2023年7月放送の『こっち向いてよ向井くん』で7年振りに単独主演が男性となった。

### 放送枠の変遷
元々この時間帯では30分番組2本立て、『水曜ロードショー』などの番組が放送されていたが、1985年10月に『金曜ロードショー』として、映画枠が金曜に移動し、金曜21時台に放送されていたドラマ枠『金曜劇場』と枠を交換する形でドラマ枠が設置された。また、直前の21時台もドラマ枠になるが、1986年10月からバラエティ枠に移行し、1987年4月からは海外ドラマ枠を放送するが、1988年4月からは再びバラエティ枠に戻った。1988年10月から1991年9月までは、21時台にまたがった2時間ドラマ枠『水曜グランドロマン』が設けられていたため、連続枠としては3年間休止した後、1991年10月より再開。
2013年10月から放送時間が6分拡大され23時までの放送になり、この番組と『news zero』の間のステーションブレイクが廃止された。
2009年3月限りで火曜22時枠の『火曜ドラマ』が廃枠になると、本枠は日本テレビ唯一の22時枠ドラマとなったが、2015年春の改編で『有吉反省会』・『ダウンタウンのガキの使いやあらへんで!!』といったのバラエティを放送していた日曜22:30 - 23:25に、新ドラマ枠『日曜ドラマ』を設置、6年ぶりに22時枠ドラマが2本体制になる。
2017年4月から、同年3月まで土曜21時枠で放送されていた『土曜ドラマ』と土曜22時枠で放送されていた『嵐にしやがれ』との枠交換により、『土曜ドラマ』は土曜22時枠に変更となった。これにより日本テレビの21時枠のドラマは全廃になり、同局のプライムタイム枠の連続ドラマが3枠全てが22時枠での放送になっていた。
2019年度の作品より、本枠の初回の拡大放送を廃止し、通常編成時と同様の放送時間で23:00と定時終了になっていた。また、最終回に関しても、平均視聴率に関わりなく、通常編成時と同じく23:00と定時終了に統一されており、後続の『news zero』以降に放送される番組は、すべて定時で放送されるようになった。
2024年春の改編にて本枠は廃枠となり、実質的な枠移動として土曜21時台に『土ドラ9』が新設される。同時に平日のプライムタイム枠から日本テレビ制作連続ドラマが消滅するが、2017年4月に『土曜ドラマ』と『嵐にしやがれ』との枠交換以来7年ぶりに21時枠に連続ドラマが復活することになった。
しかし、わずか1年後の2025年春の改編により『土ドラ9』を廃止し、再び本枠が放送される。

### CM等
2014年1月期の『明日、ママがいない』では第1回の放送では協賛8社の提供クレジットが表示されたが、番組内容の問題上、第2回では全協賛スポンサーの提供表示が中止（PT化）されたうえ、一部はCMの提供そのものも中止された（実質ローカルセールスに近い扱い）。
2018年10月期の『獣になれない私たち』より、新たに中国のメディア企業であるBytedanceが、動画共有サービス「TikTok」名義で筆頭スポンサー（カラー表記・読み上げあり）となった。それに伴い、一時期は作品と連動したインフォマーシャル形式のCMを放送するようになった。これは次期の『家売るオンナの逆襲』にも引き継がれていた。

## 放送時間の変遷
| 期間    | 期間   | 放送時間（日本時間）       | 備考                                                                 |
| ------- | ------ | -------------------------- | -------------------------------------------------------------------- |
| 1985.10 | 1986.3 | 水曜 22:00 - 22:54（54分） |                                                                      |
| 1986.4  | 1988.3 | 水曜 22:00 - 22:51（51分） | 後続ミニ番組『NNNスポーツニュース』の枠拡大に伴い、3分縮小           |
| 1988.4  | 1988.9 | 水曜 22:00 - 22:52（52分） | 後続ミニ番組が『プロ野球ミニ情報』に変更されたことに伴い、1分拡大    |
| 1988.10 | 1991.9 | （この間中断）             | （この間中断）                                                       |
| 1991.10 | 1993.9 | 水曜 22:00 - 22:52（52分） |                                                                      |
| 1993.10 | 1994.3 | 水曜 22:00 - 22:54（54分） | 後続ミニ番組『スポーツアイランド』の枠縮小に伴い、2分拡大            |
| 1994.4  | 1994.9 | 水曜 22:00 - 22:55（55分） | 後続番組『NNNきょうの出来事』のフライングスタート導入に伴い、1分拡大 |
| 1994.10 | 2013.9 | 水曜 22:00 - 22:54（54分） | 後続番組『NNNきょうの出来事』の枠拡大に伴い、1分縮小                 |
| 2013.10 | 2024.3 | 水曜 22:00 - 23:00（60分） | 後続番組『news zero』のフライングスタート廃止に伴い、6分拡大         |
| 2024.4  | 2025.3 | （この間中断）             | （この間中断）                                                       |
| 2025.4  |        | 水曜 22:00 - 23:00（60分） |                                                                      |

## 作品リスト
※ドラマタイトルと原題が違う場合のみ表記。

### 1980年代
| タイトル                          | 年・季           | 主演       | 原作 | 平均視聴率 | 最高視聴率 |
| --------------------------------- | ---------------- | ---------- | ---- | ---------- | ---------- |
| 妻たちの課外授業                  | 1985.10 - 1986.3 | 市毛良枝   | -    | 不明       | 不明       |
| 妻たちの初体験                    | 1986.4           | 丘みつ子   | -    | 不明       | 不明       |
| 妻たちの危険な関係                | 1986.7           | 田村正和   | -    | 不明       | 不明       |
| 妻たちの課外授業II                | 1986.10 - 1987.3 | 小川知子   | -    | 不明       | 不明       |
| 敵同志好き同志                    | 1987.4           | 田村正和   | -    | 不明       | 不明       |
| 主婦代行いたします                | 1987.7           | 市毛良枝   | -    | 不明       | 不明       |
| みんなマドンナ                    | 1987.10          | 大原麗子   | -    | 不明       | 不明       |
| 27才・LOVE気分                    | 1988.1           | 岸本加世子 | -    | 不明       | 不明       |
| 風少女                            | 1988.4           | 後藤久美子 | -    | 不明       | 不明       |
| 恋人も濡れる街角 URBAN LOVE STORY | 1988.7           | 中村雅俊   | -    | 不明       | 不明       |

※ 1988年10月から1991年9月は21時枠と統合し単発枠「水曜グランドロマン」を放送し、連続物は3年間中断

### 1990年代
| タイトル                     | 年・季  | 主演                     | 原作       | 平均視聴率 | 最高視聴率 |
| ---------------------------- | ------- | ------------------------ | ---------- | ---------- | ---------- |
| 愛さずにいられない           | 1991.10 | 吉田栄作 財前直見        |            | 不明       | 不明       |
| ポールポジション!愛しき人へ… | 1992.1  | 加勢大周                 | 橋本以蔵   | 不明       | 不明       |
| 素敵にダマして!              | 1992.4  | 髙嶋政宏                 | -          | 不明       | 不明       |
| 教師夏休み物語               | 1992.7  | 石橋凌                   | -          | 不明       | 不明       |
| いとこ同志 - Les Cousins -   | 1992.10 | 高嶋政伸 山口智子        | -          | 不明       | 不明       |
| ジェラシー                   | 1993.1  | 石田純一 黒木瞳          | -          | 不明       | 不明       |
| 嘘つきは夫婦のはじまり       | 1993.4  | 吉田栄作 南果歩          | -          | 不明       | 不明       |
| 引っ越せますか               | 1993.7  | 大地康雄                 | -          | 不明       | 不明       |
| 同窓会                       | 1993.10 | 斉藤由貴                 | -          | 17.3%      | 20.4%      |
| 横浜心中                     | 1994.1  | 佐藤浩市                 | -          | 不明       | 不明       |
| 出逢った頃の君でいて         | 1994.4  | 陣内孝則 酒井法子        | 内館牧子   | 16.1%      | 不明       |
| 禁断の果実                   | 1994.7  | 田中美佐子               | -          | 不明       | 不明       |
| 夜に抱かれて                 | 1994.10 | 岩下志麻                 | -          | 不明       | 不明       |
| 恋も2度目なら                | 1995.1  | 明石家さんま             | -          | 18.9%      | 23.2%      |
| 星の金貨                     | 1995.4  | 酒井法子                 | -          | 14.8%      | 23.9%      |
| 終らない夏                   | 1995.7  | 瀬戸朝香                 | -          | 不明       | 不明       |
| たたかうお嫁さま             | 1995.10 | 松本明子                 | けらえいこ | 不明       | 不明       |
| 奇跡のロマンス               | 1996.1  | 赤井英和                 | -          | 14.7%      | 不明       |
| 竜馬におまかせ!              | 1996.4  | 浜田雅功（ダウンタウン） | -          | 13.3%      | 14.9%      |
| グッドラック                 | 1996.7  | 松本明子                 | -          | 16.9%      | 21.2%      |
| 続・星の金貨                 | 1996.10 | 酒井法子                 | -          | 22.2%      | 26.4%      |
| 恋のバカンス                 | 1997.1  | 明石家さんま             | -          | 18.9%      | 22.0%      |
| ガラスの靴                   | 1997.4  | 加藤紀子                 | -          | 13.5%      | 16.0%      |
| デッサン                     | 1997.7  | 原田知世                 | -          | 11.5%      | 14.8%      |
| 恋の片道切符                 | 1997.10 | 江角マキコ               | -          | 14.1%      | 16.2%      |
| サービス                     | 1998.1  | 松本明子                 | -          | 14.5%      | 17.9%      |
| 愛、ときどき嘘               | 1998.4  | 松雪泰子                 | -          | 9.1 %      | 13.3%      |
| お熱いのがお好き?            | 1998.7  | 椎名桔平                 | -          | 9.1 %      | 12.2%      |
| 世紀末の詩                   | 1998.10 | 竹野内豊 山﨑努          | -          | 14.6%      | 18.7%      |
| 夜逃げ屋本舗（第1シリーズ）  | 1999.1  | 中村雅俊                 | -          | 16.7%      | 21.3%      |
| ラビリンス                   | 1999.4  | 渡部篤郎                 | -          | 11.0%      | 12.2%      |
| 甘い生活。                   | 1999.7  | 明石家さんま             | -          | 12.9%      | 17.3%      |
| 隣人は秘かに笑う             | 1999.10 | 本木雅弘                 | -          | 15.1%      | 19.6%      |

### 2000年代
| タイトル                            | 年・季  | 主演                        | 原作                                        | 平均視聴率 | 最高視聴率 |
| ----------------------------------- | ------- | --------------------------- | ------------------------------------------- | ---------- | ---------- |
| 平成夫婦茶碗（第1期）               | 2000.1  | 東山紀之（少年隊） 浅野温子 | -                                           | 16.5%      | 22.2%      |
| 天使が消えた街                      | 2000.4  | 堂本光一（KinKi Kids）      | -                                           | 14.6%      | 17.4%      |
| 億万長者と結婚する方法              | 2000.7  | 藤原紀香                    | -                                           | 12.0%      | 16.4%      |
| ストレートニュース                  | 2000.10 | 三上博史                    | -                                           | 12.9%      | 15.9%      |
| FACE〜見知らぬ恋人〜                | 2001.1  | 高橋克典 仲間由紀恵         | もりたゆうこ 「愛してる」                   | 9.8%       | 13.9%      |
| 新・星の金貨                        | 2001.4  | 星野真里 藤原竜也           | 原案：野島伸司                              | 14.7%      | 17.6%      |
| ビューティ7                         | 2001.7  | 桃井かおり                  |                                             | 14.2%      | 15.7%      |
| レッツ・ゴー!永田町                 | 2001.10 | 石橋貴明                    | ケニー鍋島・前川つかさ 「票田のトラクター」 | 9.6%       | 12.6%      |
| 続・平成夫婦茶碗（第2期）           | 2002.1  | 東山紀之（少年隊） 浅野温子 |                                             | 14.2%      | 17.7%      |
| ごくせん（第1シリーズ）             | 2002.4  | 仲間由紀恵                  | 森本梢子 「ごくせん」                       | 17.4%      | 23.5%      |
| 東京庭付き一戸建て                  | 2002.7  | 松本明子                    |                                             | 9.3%       | 11.2%      |
| サイコドクター                      | 2002.10 | 竹野内豊                    | 亜樹直・的場健                              | 9.1%       | 12.0%      |
| 最後の弁護人                        | 2003.1  | 阿部寛                      | -                                           | 11.6%      | 13.6%      |
| 新・夜逃げ屋本舗 （第2シリーズ）    | 2003.4  | 中村雅俊                    | -                                           | 10.6%      | 12.0%      |
| 幸福の王子                          | 2003.7  | 本木雅弘                    | オスカー・ワイルド 「幸福な王子」           | 11.6%      | 14.0%      |
| 共犯者                              | 2003.10 | 浅野温子 三上博史           | -                                           | 7.5%       | 10.9%      |
| 警視庁鑑識班2004                    | 2004.1  | 西村和彦                    | -                                           | 11.7%      | 14.2%      |
| 光とともに…〜自閉症児を抱えて〜     | 2004.4  | 篠原涼子                    | 戸部けいこ                                  | 15.4%      | 18.3%      |
| ラストプレゼント 娘と生きる最後の夏 | 2004.7  | 天海祐希                    | -                                           | 11.7%      | 14.1%      |
| 一番大切な人は誰ですか?             | 2004.10 | 岸谷五朗                    | -                                           | 8.0%       | 15.5%      |
| 87%                                 | 2005.1  | 夏川結衣 本木雅弘           | -                                           | 11.6%      | 14.4%      |
| anego［アネゴ］                     | 2005.4  | 篠原涼子                    | 林真理子                                    | 15.7%      | 17.5%      |
| おとなの夏休み                      | 2005.7  | 寺島しのぶ                  | -                                           | 7.9%       | 11.7%      |
| あいのうた                          | 2005.10 | 菅野美穂 玉置浩二           | -                                           | 9.7%       | 12.5%      |
| 神はサイコロを振らない              | 2006.1  | 小林聡美                    | 大石英司                                    | 9.6%       | 14.1%      |
| プリマダム                          | 2006.4  | 黒木瞳                      |                                             | 11.2%      | 13.4%      |
| CAとお呼びっ!                       | 2006.7  | 観月ありさ                  | 花津ハナヨ                                  | 9.5%       | 13.0%      |
| 14才の母                            | 2006.10 | 志田未来                    | -                                           | 18.7%      | 22.4%      |
| ハケンの品格（2007）                | 2007.1  | 篠原涼子                    | -                                           | 20.1%      | 26.0%      |
| バンビ〜ノ!                         | 2007.4  | 松本潤（嵐）                | せきやてつじ                                | 14.2%      | 16.6%      |
| ホタルノヒカリ                      | 2007.7  | 綾瀬はるか                  | ひうらさとる                                | 13.6%      | 17.3%      |
| 働きマン                            | 2007.10 | 菅野美穂                    | 安野モヨコ                                  | 12.1%      | 15.7%      |
| 斉藤さん（第1シリーズ）             | 2008.1  | 観月ありさ                  | 小田ゆうあ                                  | 15.6%      | 19.6%      |
| ホカベン                            | 2008.4  | 上戸彩                      | 中嶋博行・カワラニサイ                      | 8.2%       | 9.6%       |
| 正義の味方                          | 2008.7  | 志田未来                    | 聖千秋                                      | 10.3%      | 13.2%      |
| OLにっぽん                          | 2008.10 | 観月ありさ                  | -                                           | 8.1%       | 10.6%      |
| キイナ〜不可能犯罪捜査官〜          | 2009.1  | 菅野美穂                    | -                                           | 14.5%      | 16.5%      |
| アイシテル〜海容〜                  | 2009.4  | 稲森いずみ                  | 伊藤実                                      | 14.8%      | 18.6%      |
| 赤鼻のセンセイ                      | 2009.7  | 大泉洋                      |                                             | 8.3%       | 9.8%       |
| ギネ 産婦人科の女たち               | 2009.10 | 藤原紀香                    | 岡井崇 「ノーフォールト」                   | 11.7%      | 14.8%      |

### 2010年代
| タイトル                           | 年・季  | 主演                  | 原作                                                                   | 平均視聴率 | 最高視聴率 |
| ---------------------------------- | ------- | --------------------- | ---------------------------------------------------------------------- | ---------- | ---------- |
| 曲げられない女                     | 2010.1  | 菅野美穂              | -                                                                      | 14.6%      | 18.6%      |
| Mother                             | 2010.4  | 松雪泰子              | -                                                                      | 12.9%      | 16.3%      |
| ホタルノヒカリ2                    | 2010.7  | 綾瀬はるか            | ひうらさとる                                                           | 15.4%      | 17.4%      |
| 黄金の豚-会計検査庁 特別調査課-    | 2010.10 | 篠原涼子              |                                                                        | 13.5%      | 15.3%      |
| 美咲ナンバーワン!!                 | 2011.1  | 香里奈                | 藤崎聖人                                                               | 10.5%      | 13.2%      |
| リバウンド                         | 2011.4  | 相武紗季              | -                                                                      | 11.1%      | 14.3%      |
| ブルドクター                       | 2011.7  | 江角マキコ            | -                                                                      | 13.1%      | 16.4%      |
| 家政婦のミタ                       | 2011.10 | 松嶋菜々子            | -                                                                      | 24.7%      | 40.0%      |
| ダーティ・ママ!                    | 2012.1  | 永作博美              | 秦建日子                                                               | 10.5%      | 14.2%      |
| クレオパトラな女たち               | 2012.4  | 佐藤隆太              |                                                                        | 7.8%       | 9.9%       |
| トッカン 特別国税徴収官            | 2012.7  | 井上真央              | 高殿円 「トッカン -特別国税徴収官-」                                   | 10.5%      | 12.9%      |
| 東京全力少女                       | 2012.10 | 武井咲                | -                                                                      | 7.7%       | 9.7%       |
| シェアハウスの恋人                 | 2013.1  | 水川あさみ            | -                                                                      | 9.5%       | 11.6%      |
| 雲の階段                           | 2013.4  | 長谷川博己            | 渡辺淳一                                                               | 9.3%       | 11.8%      |
| Woman                              | 2013.7  | 満島ひかり            |                                                                        | 13.6%      | 16.4%      |
| ダンダリン 労働基準監督官          | 2013.10 | 竹内結子              | とんたにたかし・鈴木マサカズ 「ダンダリン一〇一」                      | 7.5%       | 11.3%      |
| 明日、ママがいない                 | 2014.1  | 芦田愛菜              |                                                                        | 12.8%      | 15.0%      |
| 花咲舞が黙ってない （第1シリーズ） | 2014.4  | 杏                    | 池井戸潤 「不祥事」「銀行総務特命」                                    | 16.0%      | 18.3%      |
| ST 赤と白の捜査ファイル            | 2014.7  | 藤原竜也 岡田将生     | 今野敏 「ST 警視庁科学特捜班」                                         | 11.3%      | 13.6%      |
| きょうは会社休みます。             | 2014.10 | 綾瀬はるか            | 藤村真理                                                               | 16.0%      | 17.3%      |
| ○○妻                               | 2015.1  | 柴咲コウ              |                                                                        | 14.3%      | 15.2%      |
| Dr.倫太郎                          | 2015.4  | 堺雅人                | 原案：清心海                                                           | 12.7%      | 13.9%      |
| 花咲舞が黙ってない （第2シリーズ） | 2015.7  | 杏                    | 池井戸潤 「銀行仕置人」「銀行狐」「仇敵」 「かばん屋の相続」「不祥事」 | 14.5%      | 15.6%      |
| 偽装の夫婦                         | 2015.10 | 天海祐希              | -                                                                      | 12.2%      | 14.7%      |
| ヒガンバナ〜警視庁捜査七課〜       | 2016.1  | 堀北真希              | -                                                                      | 9.6%       | 11.2%      |
| 世界一難しい恋                     | 2016.4  | 大野智（嵐）          | -                                                                      | 12.9%      | 16.0%      |
| 家売るオンナ （第1シリーズ）       | 2016.7  | 北川景子              | -                                                                      | 11.6%      | 13.0%      |
| 地味にスゴイ! 校閲ガール・河野悦子 | 2016.10 | 石原さとみ            | 宮木あや子「校閲ガール」                                               | 12.4%      | 13.2%      |
| 東京タラレバ娘                     | 2017.1  | 吉高由里子            | 東村アキコ                                                             | 11.4%      | 13.8%      |
| 母になる                           | 2017.4  | 沢尻エリカ            | -                                                                      | 9.2%       | 10.7%      |
| 過保護のカホコ                     | 2017.7  | 高畑充希              | -                                                                      | 11.5%      | 14.0%      |
| 奥様は、取り扱い注意               | 2017.10 | 綾瀬はるか            | 原案：金城一紀                                                         | 12.7%      | 14.5%      |
| anone                              | 2018.1  | 広瀬すず              |                                                                        | 6.1%       | 9.2%       |
| 正義のセ                           | 2018.4  | 吉高由里子            | 阿川佐和子                                                             | 9.8%       | 11.0%      |
| 高嶺の花                           | 2018.7  | 石原さとみ            | -                                                                      | 9.5%       | 11.4%      |
| 獣になれない私たち                 | 2018.10 | 新垣結衣 松田龍平     | -                                                                      | 8.8%       | 11.5%      |
| 家売るオンナの逆襲 （第2シリーズ） | 2019.1  | 北川景子              | -                                                                      | 11.5%      | 12.9%      |
| 白衣の戦士!                        | 2019.4  | 中条あやみ 水川あさみ | -                                                                      | 8.7%       | 10.3%      |
| 偽装不倫                           | 2019.7  | 杏                    | 東村アキコ                                                             | 10.3%      | 12.4%      |
| 同期のサクラ                       | 2019.10 | 高畑充希              |                                                                        | 10.9%      | 13.7%      |

### 2020年代
| タイトル                                             | 年・季     | 主演                | 原作                                                                         | 平均視聴率 | 最高視聴率 |
| ---------------------------------------------------- | ---------- | ------------------- | ---------------------------------------------------------------------------- | ---------- | ---------- |
| 知らなくていいコト                                   | 2020.1     | 吉高由里子          | -                                                                            | 9.5%       | 10.6%      |
| ハケンの品格（2020）                                 | 2020.6 - 8 | 篠原涼子            | -                                                                            | 12.7%      | 14.2%      |
| 私たちはどうかしている                               | 2020.8 - 9 | 浜辺美波 横浜流星   | 安藤なつみ                                                                   | 8.9%       | 9.6%       |
| #リモラブ 〜普通の恋は邪道〜                         | 2020.10    | 波瑠                | -                                                                            | 7.8%       | 8.7%       |
| ウチの娘は、彼氏が出来ない!!                         | 2021.1     | 菅野美穂            | -                                                                            | 8.7%       | 10.3%      |
| 恋はDeepに                                           | 2021.4     | 石原さとみ 綾野剛   | -                                                                            | 8.4%       | 10.5%      |
| ハコヅメ〜たたかう!交番女子〜                        | 2021.7     | 戸田恵梨香 永野芽郁 | 泰三子「ハコヅメ〜交番女子の逆襲〜」                                         | 11.4%      | 12.6%      |
| 恋です! 〜ヤンキー君と白杖ガール〜                   | 2021.10    | 杉咲花              | うおやま「ヤンキー君と白杖ガール」                                           | 8.7%       | 9.6%       |
| ムチャブリ! わたしが社長になるなんて                 | 2022.1     | 高畑充希            |                                                                              | 7.7%       | 8.9%       |
| 悪女（わる） 〜働くのがカッコ悪いなんて誰が言った?〜 | 2022.4     | 今田美桜            | 深見じゅん「悪女（わる）」                                                   | 7.5%       | 8.5%       |
| 家庭教師のトラコ                                     | 2022.7     | 橋本愛              |                                                                              | 5.8%       | 7.5%       |
| ファーストペンギン!                                  | 2022.10    | 奈緒                | 坪内知佳 「ファーストペンギン シングルマザーと漁師たちが挑んだ船団丸の奇跡」 | 7.2%       | 8.9%       |
| リバーサルオーケストラ                               | 2023.1     | 門脇麦 田中圭       |                                                                              | 6.5%       | 6.8%       |
| それってパクリじゃないですか?                        | 2023.4     | 芳根京子            | 奥乃桜子 「それってパクリじゃないですか? 〜新米知的財産部員のお仕事〜」      | 4.2%       | 6.0%       |
| こっち向いてよ向井くん                               | 2023.7     | 赤楚衛二            | ねむようこ                                                                   | 5.0%       | 6.0%       |
| コタツがない家                                       | 2023.10    | 小池栄子            |                                                                              | 6.1%       | 7.3%       |
| となりのナースエイド                                 | 2024.1     | 川栄李奈            | 知念実希人                                                                   | 7.7%       | 8.8%       |
| 2024年4月 - 2025年3月は中断                          |            |                     |                                                                              |            |            |
| 恋は闇                                               | 2025.4     | 志尊淳 岸井ゆきの   |                                                                              |            |            |
| ちはやふる-めぐり-                                   | 2025.7     | 當真あみ            | 末次由紀「ちはやふる」                                                       |            |            |

## 視聴率10傑

### 平均視聴率10傑
| 1位  | 家政婦のミタ  | 2011年 | 25.2% |
| 2位  | 続・星の金貨  | 1996年 | 22.2% |
| 3位  | ハケンの品格  | 2007年 | 20.2% |
| 4位  | 恋も2度目なら | 1995年 | 18.9% |
| 4位  | 恋のバカンス  | 1997年 | 18.9% |
| 6位  | 14才の母      | 2006年 | 18.7% |
| 7位  | ごくせん      | 2002年 | 17.4% |
| 8位  | 同窓会        | 1993年 | 17.0% |
| 9位  | グッドラック  | 1996年 | 16.9% |
| 10位 | 夜逃げ屋本舗  | 1999年 | 16.8% |

### 最高視聴率10傑
| 1位  | 家政婦のミタ（最終回） | 2011年 | 40.0% |
| 2位  | 家政婦のミタ（8話）    | 2011年 | 29.6% |
| 3位  | 家政婦のミタ（9話）    | 2011年 | 28.6% |
| 4位  | 家政婦のミタ（10話）   | 2011年 | 27.6% |
| 5位  | 続・星の金貨（最終回） | 1996年 | 26.4% |
| 6位  | ハケンの品格（最終回） | 2007年 | 26.0% |
| 7位  | 続・星の金貨（1話）    | 1996年 | 24.0% |
| 8位  | 星の金貨（最終回）     | 1995年 | 23.9% |
| 9位  | 続・星の金貨（2話）    | 1996年 | 23.6% |
| 10位 | ごくせん（最終回）     | 2002年 | 23.5% |
| 10位 | 続・星の金貨（10話）   | 1996年 | 23.5% |

## ネット局
| 放送対象地域   | 放送局                    | 系列                                         | 放送日時           | ネット状況 | 備考                |
| -------------- | ------------------------- | -------------------------------------------- | ------------------ | ---------- | ------------------- |
| 関東広域圏     | 日本テレビ（NTV）         | 日本テレビ系列                               | 水曜 22:00 - 23:00 | 制作局     |                     |
| 北海道         | 札幌テレビ（STV）         | 日本テレビ系列                               | 水曜 22:00 - 23:00 | 同時ネット |                     |
| 青森県         | 青森放送（RAB）           | 日本テレビ系列                               | 水曜 22:00 - 23:00 | 同時ネット |                     |
| 岩手県         | テレビ岩手（TVI）         | 日本テレビ系列                               | 水曜 22:00 - 23:00 | 同時ネット |                     |
| 宮城県         | ミヤギテレビ（MMT）       | 日本テレビ系列                               | 水曜 22:00 - 23:00 | 同時ネット |                     |
| 秋田県         | 秋田放送（ABS）           | 日本テレビ系列                               | 水曜 22:00 - 23:00 | 同時ネット |                     |
| 山形県         | 山形放送（YBC）           | 日本テレビ系列                               | 水曜 22:00 - 23:00 | 同時ネット |                     |
| 福島県         | 福島中央テレビ（FCT）     | 日本テレビ系列                               | 水曜 22:00 - 23:00 | 同時ネット |                     |
| 山梨県         | 山梨放送（YBS）           | 日本テレビ系列                               | 水曜 22:00 - 23:00 | 同時ネット |                     |
| 新潟県         | テレビ新潟（TeNY）        | 日本テレビ系列                               | 水曜 22:00 - 23:00 | 同時ネット |                     |
| 長野県         | テレビ信州（TSB）         | 日本テレビ系列                               | 水曜 22:00 - 23:00 | 同時ネット |                     |
| 静岡県         | 静岡第一テレビ（SDT）     | 日本テレビ系列                               | 水曜 22:00 - 23:00 | 同時ネット |                     |
| 富山県         | 北日本放送（KNB）         | 日本テレビ系列                               | 水曜 22:00 - 23:00 | 同時ネット |                     |
| 石川県         | テレビ金沢（KTK）         | 日本テレビ系列                               | 水曜 22:00 - 23:00 | 同時ネット |                     |
| 福井県         | 福井放送（FBC）           | 日本テレビ系列                               | 水曜 22:00 - 23:00 | 同時ネット |                     |
| 中京広域圏     | 中京テレビ（CTV）         | 日本テレビ系列                               | 水曜 22:00 - 23:00 | 同時ネット |                     |
| 近畿広域圏     | 読売テレビ（ytv）         | 日本テレビ系列                               | 水曜 22:00 - 23:00 | 同時ネット |                     |
| 鳥取県・島根県 | 日本海テレビ（NKT）       | 日本テレビ系列                               | 水曜 22:00 - 23:00 | 同時ネット |                     |
| 広島県         | 広島テレビ（HTV）         | 日本テレビ系列                               | 水曜 22:00 - 23:00 | 同時ネット |                     |
| 山口県         | 山口放送（KRY）           | 日本テレビ系列                               | 水曜 22:00 - 23:00 | 同時ネット |                     |
| 徳島県         | 四国放送（JRT）           | 日本テレビ系列                               | 水曜 22:00 - 23:00 | 同時ネット |                     |
| 香川県・岡山県 | 西日本放送（RNC）         | 日本テレビ系列                               | 水曜 22:00 - 23:00 | 同時ネット |                     |
| 愛媛県         | 南海放送（RNB）           | 日本テレビ系列                               | 水曜 22:00 - 23:00 | 同時ネット |                     |
| 高知県         | 高知放送（RKC）           | 日本テレビ系列                               | 水曜 22:00 - 23:00 | 同時ネット |                     |
| 福岡県         | 福岡放送（FBS）           | 日本テレビ系列                               | 水曜 22:00 - 23:00 | 同時ネット |                     |
| 長崎県         | 長崎国際テレビ（NIB）     | 日本テレビ系列                               | 水曜 22:00 - 23:00 | 同時ネット |                     |
| 熊本県         | くまもと県民テレビ（KKT） | 日本テレビ系列                               | 水曜 22:00 - 23:00 | 同時ネット |                     |
| 鹿児島県       | 鹿児島読売テレビ（KYT）   | 日本テレビ系列                               | 水曜 22:00 - 23:00 | 同時ネット |                     |
| 大分県         | テレビ大分（TOS）         | 日本テレビ系列 フジテレビ系列                | 水曜 22:00 - 23:00 | 同時ネット |                     |
| 宮崎県         | テレビ宮崎（UMK）         | フジテレビ系列 日本テレビ系列 テレビ朝日系列 | 不定期放送         | 遅れネット | [ 注 11 ] [ 注 12 ] |
| 沖縄県         | 琉球放送（RBC）           | TBS系列                                      | 不定期放送         | 遅れネット | [ 注 13 ]           |

### 過去に放送していた局
- 石川テレビ（石川県、フジテレビ系列） - 1988年9月までの作品に限り、テレビ金沢開局まで午後の再放送枠に集中放送を行っていた。
- テレビ長崎（長崎県、1990年9月まではフジテレビ系列・日本テレビ系列[注 14]とのクロスネット局、現在フジテレビ系列） - クロス局時代、1988年9月までの作品に限り同時ネットされた（後続の『水曜グランドロマン』も1990年9月まで同時ネットだった）。
- 鹿児島テレビ（鹿児島県、1994年3月までは日本テレビ系列・フジテレビ系列とのクロスネット局、現在フジテレビ系列） - 1994年4月の鹿児島読売テレビ開局まで放送[注 15]。
- 沖縄テレビ（沖縄県、フジテレビ系列） - 1995年7月期の『終わらない夏』までの一部作品と2002年4月期の『ごくせん』第1シリーズを遅れネットした。

### 補足
- 1993年3月までテレビ朝日系列とのクロスネット局だった山形放送は、水曜22時台がテレビ朝日系の木曜20時の時代劇ドラマの遅れネット枠だったため、木曜深夜枠での遅れネットだったが、1993年4月に山形テレビのフジテレビ系列からテレビ朝日系列へのネットチェンジに伴う日本テレビ系列フルネット化と同時に、当枠の同時ネットを開始した[注 16]。
- テレビ大分は日本テレビ系列・フジテレビ系列・テレビ朝日系列の3系列のクロスネットだった1993年9月までは、テレビ東京の『クイズ地球まるかじり』を遅れネットしていたため、3系列のクロスネット時代は非ネット[注 17]だったが、テレビ朝日系列の大分朝日放送開局により、1993年10月から同時ネットを開始した。
- 『続 • 星の金貨』から『億万長者と結婚する方法』まではCS★日テレでも同時放送された。
- これ以外に、アメリカ合衆国、カナダ、プエルトリコなどで放送を行っているテレビジャパン（NHK国際放送）を通じて『ごくせん』『光とともに…〜自閉症児を抱えて〜』『anego』『プリマダム』『ハケンの品格』『バンビ〜ノ!』『ホタルノヒカリ』『働きマン』が放送された。
- 関東地方の見逃し再放送は2013年7月期の『Woman』まで、翌水曜15:55 - 16:53に行われたが、どの作品でも開始から数回分で打ち切りとなり、初回など本放送時に枠拡大の場合は短縮版を放送する。例外的に『Woman』初回については、本放送があった週の土曜朝4:21 - 5:30にも（短縮されずに）放送された。